# Dasle
Dasle és un municipi francès situat al departament del Doubs i a la regió de Borgonya - Franc Comtat. L'any 2007 tenia 1.345 habitants.

## Demografia

### Població
El 2007 la població de fet de Dasle era de 1.345 persones. Hi havia 576 famílies de les quals 157 eren unipersonals (56 homes vivint sols i 101 dones vivint soles), 218 parelles sense fills, 177 parelles amb fills i 24 famílies monoparentals amb fills.
La població ha evolucionat segons el següent gràfic:
Habitants censats

### Habitatges
El 2007 hi havia 608 habitatges, 582 eren l'habitatge principal de la família, 5 eren segones residències i 21 estaven desocupats. 491 eren cases i 117 eren apartaments. Dels 582 habitatges principals, 483 estaven ocupats pels seus propietaris, 89 estaven llogats i ocupats pels llogaters i 10 estaven cedits a títol gratuït; 23 tenien dues cambres, 87 en tenien tres, 169 en tenien quatre i 303 en tenien cinc o més. 521 habitatges disposaven pel capbaix d'una plaça de pàrquing. A 243 habitatges hi havia un automòbil i a 291 n'hi havia dos o més.

### Piràmide de població
La piràmide de població per edats i sexe el 2009 era:
| Homes | Edats   | Dones |
| ----- | ------- | ----- |
| 0     | 95 o +  | 0     |
| 0     | 90 a 94 | 0     |
| 12    | 85 a 89 | 8     |
| 16    | 80 a 84 | 20    |
| 20    | 75 a 79 | 20    |
| 16    | 70 a 74 | 36    |
| 36    | 65 a 69 | 24    |
| 48    | 60 a 64 | 44    |
| 40    | 55 a 59 | 36    |
| 72    | 50 a 54 | 56    |
| 80    | 45 a 49 | 84    |
| 40    | 40 a 44 | 64    |
| 28    | 35 a 39 | 32    |
| 52    | 30 a 34 | 36    |
| 40    | 25 a 29 | 44    |
| 28    | 20 a 24 | 40    |
| 44    | 15 a 19 | 40    |
| 44    | 10 a 14 | 44    |
| 48    | 5 a 9   | 40    |
| 16    | 0 a 4   | 36    |

## Economia
El 2007 la població en edat de treballar era de 892 persones, 618 eren actives i 274 eren inactives. De les 618 persones actives 573 estaven ocupades (312 homes i 261 dones) i 45 estaven aturades (17 homes i 28 dones). De les 274 persones inactives 123 estaven jubilades, 59 estaven estudiant i 92 estaven classificades com a «altres inactius».

### Ingressos
El 2009 a Dasle hi havia 603 unitats fiscals que integraven 1.393,5 persones, la mediana anual d'ingressos fiscals per persona era de 20.280 €.

### Activitats econòmiques
Dels 49 establiments que hi havia el 2007, 1 era d'una empresa extractiva, 2 d'empreses alimentàries, 1 d'una empresa de fabricació de material elèctric, 9 d'empreses de fabricació d'altres productes industrials, 6 d'empreses de construcció, 5 d'empreses de comerç i reparació d'automòbils, 2 d'empreses de transport, 1 d'una empresa d'hostatgeria i restauració, 2 d'empreses financeres, 2 d'empreses immobiliàries, 9 d'empreses de serveis, 6 d'entitats de l'administració pública i 3 d'empreses classificades com a «altres activitats de serveis».
Dels 10 establiments de servei als particulars que hi havia el 2009, 1 era una oficina de correu, 2 tallers de reparació d'automòbils i de material agrícola, 2 guixaires pintors, 1 fusteria, 1 empresa de construcció, 2 perruqueries i 1 restaurant.
Dels 3 establiments comercials que hi havia el 2009, 1 era una botiga de més de 120 m², 1 una botiga de menys de 120 m² i 1 una fleca.
L'any 2000 a Dasle hi havia 5 explotacions agrícoles.

## Equipaments sanitaris i escolars
L'únic equipament sanitari que hi havia el 2009 era una farmàcia.
El 2009 hi havia una escola elemental.

## Poblacions més properes
El següent diagrama mostra les poblacions més properes.